# Casa del 9 del Carrer de Sant Joan
La Casa del 9 del Carrer de Sant Joan és un edifici de la vila de Vilafranca de Conflent, a la comarca d'aquest nom, de la Catalunya del Nord.
Està situada en el número 9 del carrer de Sant Joan, a la zona nord-occidental de la vila. Li correspon el número 11 del cadastre.

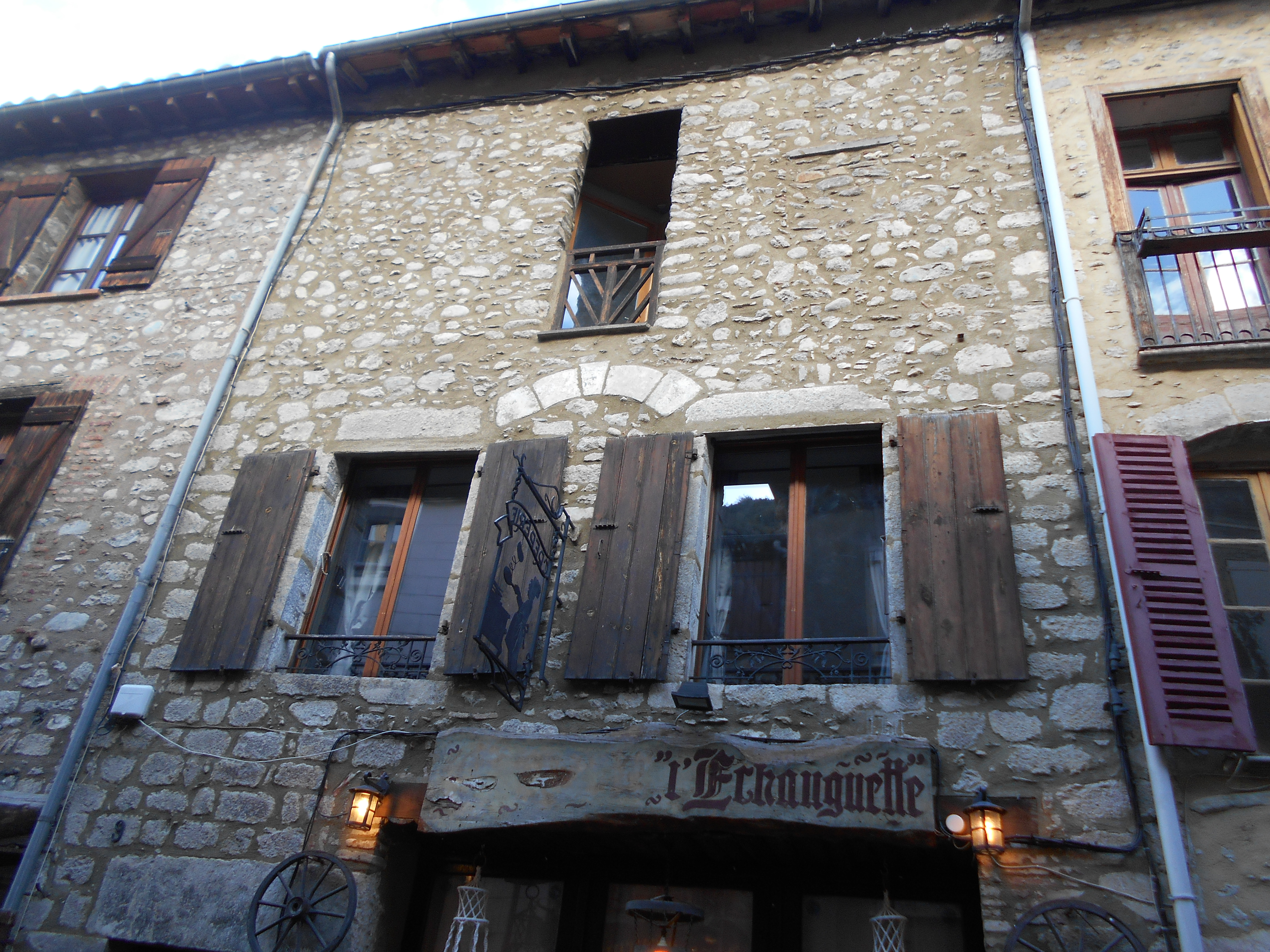
Detall de la part superior de la façana, amb l'arc tapiat

Al primer nivell de la façana, hi ha al costat de ponent una porta amb llinda que es reconeix, precisament per l'amplada de la llinda, molt més estreta del que era originalment. El muntant de ponent és l'original, però el de llevant, que coincideix amb el de ponent de la porta principal, és més modern, fet de mamposteria de maons. El marc de la porta és d'arestes vives, en la part que és de pedra. Al seu costat de llevant hi ha una gran porta rectangular, amb una gran biga en forma d'arc segmental, fent de llinda. Al pis, dues finestres modernes, al nivell de la llinda de les quals es veu un arc segmental tapiat. Per damunt, les antigues golfes convertides en segon pis tenen una única obertura, llarga i estreta.